# Kamil Kocaoğlu
Kamil Kocaoğlu (ur. 26 lipca 1965) – turecki zapaśnik walczący w stylu wolnym. Zajął czwarte miejsce na mistrzostwach świata w 1997; szóste w 1990. Brązowy medalista mistrzostw Europy w 1997, a także igrzysk wojskowych w 1995. Triumfator igrzysk śródziemnomorskich w 1997. Trzeci w Pucharze Świata w 1994 i 1995; czwarty w 1992 roku.